# 胡民祥
胡民祥（1943年—），臺南市善化區胡厝寮人。目前定居美國匹茲堡郊區茉里鄉，任職西屋公司工程師。 鼓吹「用台語寫出台語文學的典範」，是海外台語文學運動的重要推手和作家。

## 生平
胡民祥（1943-），臺南市善化區胡厝寮人。曾以筆名許水綠、許石竹、李竹青、莊家蘭、莊家湖、簡水藍、曾文郎、胡敏雄等發表作品。1966年台灣大學機械工程系畢業，1973年取得紐約州立大學水牛城分校機械工程博士學位，目前定居北美洲匹茲堡郊區茉里鄉，任職西屋公司工程師。 鼓吹「用台語寫出台語文學的典範」，是海外台語文學運動的重要推手和作家。 
1967年至北美洲留學，參與海外台灣人運動，被列入黑名單，二十多年不得返鄉，1988年才初次回台。由政治運動中從而研究台灣文學，1980年開始鑽研台灣文學史，發現三O年代「台灣話文論戰」後，便參考西歐各民族母語文學史，積極創作並建構台語文學及理論。1983年參加「台灣文學研究會」，開始發表台灣文學研究論文，前後安排十四位台灣作家到美洲訪問演講。1986年開始台語文學創作，涵括小說、評論、詩及散文，1987年發表的＜華府牽猴＞為戰後第一篇台語小說。1989年出版為留學生編輯的《台灣文學入門文選》，1995策畫執行蔡正隆發起的第一屆「世界台灣語文營」，將島內和海外的台語文學運動加以連結。曾參與發起「蕃薯詩社」，1998年至2002年任《台灣公論報》二版副刊編輯。2005至今，擔任《台文戰線》社務委員。

## 年表
- 1943年 出生於善化胡厝寮
- 1950年 入善化國校讀書
- 1956年 入善化中學初中部
- 1959年 入台南一中高中部
- 1962年 就讀台灣大學機械工程系
- 1966年 台灣大學機械工程系畢業，服預官役一年
- 1967年 進入美國Bucknell University碩士班
- 1968年 進入紐約州立大學水牛城分校機械工程博士班
- 1973年 取得紐約州立大學水牛城分校機械工程博士學位
- 1974年 進入西屋電子公司擔任工程師至今
- 1979年 擔任匹茲堡台灣同鄉會會長
- 1980年 開始鑽研台灣文學史
- 1983年 參加「台灣文學研究會」，開始發表台灣文學研究論文，前後安排十四位台灣作家到美洲訪問演講。
- 1986至1988年  擔任「台灣文學研究會」秘書
- 1987年 發表的＜華府牽猴＞為戰後第一篇台語小說
- 1988年 自美初次回台
- 1989年 出版為留學生編輯的《台灣文學入門文選》
- 1991年 加入蕃薯詩社
- 1992年 邀請蕃薯詩社社長林宗源、總編輯黃勁連至美訪問交流，宣揚台語文學
- 1994年 開始在《台灣公論報》用台語文寫社論，發表台語論文〈賴和的文學語言〉
- 1995年 策畫執行第一屆「世界台灣語文營」，將島內和海外的台語文學運動加以連結
- 1998年至2002年任《台灣公論報》二版副刊編輯
- 1999年 編《燭火闖關─蔡正隆博士紀念文集》
- 2001年 擔任《台灣e文藝》顧問
- 2005年迄今，為「台文戰線」之創社社員、社務委員

## 作品集

### 已出版作品
- 《台灣文學入門文選》（編選）  前衛出版社  1989年10月
- 《胡民祥台語文學選》〈台語詩文合集〉      台南縣立文化中心  1995年11月
- 《結束語言二二八》〈台灣公論報社論集〉    蔡正隆博士紀念基金會 1999年
- 《燭火闖關—蔡正隆博士紀念文集》（編選）  前衛出版社  1999年
- 《胡民祥台語文學選》〈台語詩文合集〉      真平企業  2002年
- 《茉里鄉紀事》〈台語散文集〉              開朗雜誌  2004年
- 《台灣製》〈台語詩集〉                    開朗雜誌  2006年
- 《夏娃伊意紀遊》〈台語散文集〉            台南縣政府   2008年11月1日
- 《台灣味青草茶》〈台語詩集〉              台南市立圖書館  2008年
- 《走探台灣文學痕跡》〈台灣文學論集〉      開朗雜誌  2009年
- 《台語母奶情深》〈台語文學論集〉          開朗雜誌  2009年

### 未出版文稿
- 《胡民祥三行詩》〈168首〉
- 《台灣紀行》散文〈五萬字〉
- 《水鄉工程路》散文〈五萬字〉

## 寫作風格
胡民祥的作品蘊含濃鬱的鄉愁與人情的懷念，不時浮現土斷他鄉的自我辯證與反思。他的文字清晰有條理，景物描寫細膩幽麗，情感深刻且具張力。 宋澤萊認為其文字不輸同為理工出身的知名作家陳之藩。散文為其主要創作文類，《茉里鄉紀事》是至今最大規模的台語散文集。

## 評價
周華斌的「胡民祥的台語文學實踐：以《茉里鄉紀事》為探討文本」，為關於胡民祥的第一篇學術論文，旨在探討胡民祥實踐建立母語的民族文學及台灣文化主體性的文學觀，其認為《茉里鄉紀事》是胡民祥推動台語文學運動、建立台灣民族文學、重構台灣文化主體性的初步實踐成果。陳金順的《飛過太平洋ｅ渡鳥》則以文學的筆法，全面性的介紹胡民祥的各類文學創作，精挑細選、取其精華，對於欲瞭解胡民祥文學之美的人，提供了豐富的文本。

## 榮譽
- 97年南瀛文學叢書徵集優秀作品：台語散文集  《夏娃伊意紀遊》

## 外部連結
- Made In Taiwan 胡民祥台語詩選 （页面存档备份，存于）
- 台灣作家作品目錄資料庫——胡民祥 （页面存档备份，存于）